# 原幹恵 ゆる☆ふわ
『原幹恵 ゆる☆ふわ』（はらみきえ ゆるふわ）は、2011年10月7日から2014年3月28日まで文化放送で放送されていたラジオ番組である。『原幹恵ゆる・ふわ』と表記される場合もあった。

## 概要
パーソナリティは原幹恵（メイン）、赤井沙希、南條有香。原にとって初のラジオ冠番組であり、タイトルも原自身の考案による。「女の子による女の子のための女子会番組」がコンセプトのガールズトーク番組。
2011年11月から12月までは、ネットニュースサイト『リアルライブ』で、本番組とタイアップした記事『文化放送×リアルライブ「原幹恵ゆる☆ふわ」番外編』を全6回に渡り連載していた。
2012年8月25日には、ロッテ葛西ゴルフ（東京都江戸川区のゴルフ練習場）から公開収録が行われ、同31日に放送された。
2012年10月から2013年3月までは、一部NRN系列地方局でもネット。ただし原の出身地である新潟県（新潟放送）ではネットされなかった。
2013年4月5日より、金曜25:00へ移動。25:05 - 25:15にフロート番組（内包コーナー）として『X21 吉本実憂の午前1時のシンデレラ』を開始。女性アイドルグループX21から、吉本実憂（メイン）、泉川実穂、籠谷さくら、末永真唯の4名がパーソナリティを務めた。
2014年3月いっぱいで終了。内包コーナーだった『X21 吉本実憂の午前1時のシンデレラ』は日曜4時に移動、『X21 吉本実憂 午前4時のシンデレラ』として独立番組化した。

## 放送時間
2011年10月7日 - 2012年3月30日、2013年10月4日 - 2014年3月28日
- 金曜26:30 - 27:00（土曜2:30 - 3:00）

2012年4月6日 - 9月28日
- 金曜24:30 - 25:00（土曜0:30 - 1:00）

2012年10月2日 - 3月26日
- 火曜21:00 - 21:30

2013年4月5日 - 9月27日
- 金曜25:00 - 25:30（土曜1:00 - 1:30）

## 出演者
- 原幹恵（メイン）
- 赤井沙希
- 南條有香

『X21 吉本実憂の午前1時のシンデレラ』
- 吉本実憂（メイン）
- 泉川実穂
- 籠谷さくら
- 末永真唯

## ネット局
- 秋田放送 日曜22:30 - 23:00（2012年10月7日開始 - 2013年3月終了）
- 高知放送 日曜17:00 - 17:30（2012年10月7日開始 - 2013年3月終了）
- 北日本放送 日曜20:30 - 21:00（2013年10月6日開始 - 2014年3月終了）